# Rychlobruslení na Zimních olympijských hrách 1932
Závody v rychlobruslení se na Zimních olympijských hrách 1932 v Lake Placid uskutečnily ve dnech 4.–10. února 1932 na otevřené dráze James B. Sheffield Olympic Skating Rink.

## Přehled
V Lake Placid byly na programu čtyři závody pro muže, startovalo se na tratích 500 m, 1500 m, 5000 m a 10 000 m. Jako ukázkové zde byly zařazeny i závody žen na tratích 500 m, 1000 m a 1500 m. ZOH v Lake Placid 1932 byly jedinou olympiádou, na níž byly rychlobruslařské závody pořádány s hromadným startem, namísto standardních jízd dvojic.

## Medailové pořadí zemí
| Pořadí  | Země                         | Zlato | Stříbro | Bronz | Celkově |
| ------- | ---------------------------- | ----- | ------- | ----- | ------- |
| 1.      | Spojené státy americké (USA) | 4     | 1       | 0     | 5       |
| 2.      | Norsko (NOR)                 | 0     | 2       | 0     | 2       |
| 3.      | Kanada (CAN)                 | 0     | 1       | 4     | 5       |
| Celkově | Celkově                      | 4     | 4       | 4     | 12      |

## Muži

### 500 m
| Pořadí           | Jméno          | Země                   | Čas        | Ztráta   |
| ---------------- | -------------- | ---------------------- | ---------- | -------- |
| Zlatá medaile    | Jack Shea      | Spojené státy americké | 43,4 (=OR) |          |
| Stříbrná medaile | Bernt Evensen  | Norsko                 |            | +5 metrů |
| Bronzová medaile | Alexander Hurd | Kanada                 |            | +8 metrů |
| 4.               | Frank Stack    | Kanada                 |            |          |
| 5.               | Willy Logan    | Kanada                 |            |          |
| 6.               | John Farrell   | Spojené státy americké |            |          |

### 1500 m
| Pořadí           | Jméno          | Země                   | Čas    | Ztráta   |
| ---------------- | -------------- | ---------------------- | ------ | -------- |
| Zlatá medaile    | Jack Shea      | Spojené státy americké | 2:57,5 |          |
| Stříbrná medaile | Alexander Hurd | Kanada                 |        | +5 metrů |
| Bronzová medaile | Willy Logan    | Kanada                 |        | +6 metrů |
| 4.               | Frank Stack    | Kanada                 |        |          |
| 5.               | Ray Murray     | Spojené státy americké |        |          |
| 6.               | Herb Taylor    | Spojené státy americké |        |          |

### 5000 m
| Pořadí           | Jméno           | Země                   | Čas    | Ztráta   |
| ---------------- | --------------- | ---------------------- | ------ | -------- |
| Zlatá medaile    | Irving Jaffee   | Spojené státy americké | 9:40,8 |          |
| Stříbrná medaile | Eddie Murphy    | Spojené státy americké |        | +2 metry |
| Bronzová medaile | Willy Logan     | Kanada                 |        | +4 metry |
| 4.               | Herb Taylor     | Spojené státy americké |        |          |
| 5.               | Ivar Ballangrud | Norsko                 |        |          |
| 6.               | Bernt Evensen   | Norsko                 |        |          |
| 7.               | Frank Stack     | Kanada                 |        |          |
| 8.               | Carl Smyth      | Kanada                 |        |          |

### 10 000 m
| Pořadí           | Jméno            | Země                   | Čas     | Ztráta   |
| ---------------- | ---------------- | ---------------------- | ------- | -------- |
| Zlatá medaile    | Irving Jaffee    | Spojené státy americké | 19:13,6 |          |
| Stříbrná medaile | Ivar Ballangrud  | Norsko                 |         | +5 metrů |
| Bronzová medaile | Frank Stack      | Kanada                 |         | +6 metrů |
| 4.               | Edwin Wedge      | Spojené státy americké |         |          |
| 5.               | Valentine Bialas | Spojené státy americké |         |          |
| 6.               | Bernt Evensen    | Norsko                 |         |          |
| 7.               | Alexander Hurd   | Kanada                 |         |          |
| 8.               | Eddie Schroeder  | Spojené státy americké |         |          |

## Ženy (ukázkové závody)
| Závod  | 1. místo                                           | Čas    | 2. místo                                           | 3. místo                                         |
| ------ | -------------------------------------------------- | ------ | -------------------------------------------------- | ------------------------------------------------ |
| 500 m  | Jean Wilsonová · Kanada (CAN)                      | 58,0   | Elizabeth Duboisová · Spojené státy americké (USA) | Kit Kleinová · Spojené státy americké (USA)      |
| 1000 m | Elizabeth Duboisová · Spojené státy americké (USA) | 2:04,0 | Hattie Donaldsonová · Kanada (CAN)                 | Dorothy Franeyová · Spojené státy americké (USA) |
| 1500 m | Kit Kleinová · Spojené státy americké (USA)        | 3:00,6 | Jean Wilsonová · Kanada (CAN)                      | Helen Binaová · Spojené státy americké (USA)     |

## Program
| Den   | Datum          | Závod         | Fáze        |
| ----- | -------------- | ------------- | ----------- |
| den 1 | 4. února 1932  | 500 m muži    | 500 m muži  |
| den 1 | 4. února 1932  | 5000 m muži   |             |
| den 2 | 5. února 1932  | 1500 m muži   | 1500 m muži |
| den 3 | 6. února 1932  | 10 000 m muži | rozjížďky   |
| den 5 | 8. února 1932  | 10 000 m muži | finále      |
| den 5 | 8. února 1932  | 500 m ženy    |             |
| den 6 | 9. února 1932  | 1000 m ženy   | 1000 m ženy |
| den 7 | 10. února 1932 | 1500 m ženy   | 1500 m ženy |

## Zúčastněné země
- Finsko (1)
- Japonsko (4)
- Kanada (7)
- Norsko (6)
- Spojené státy americké (12)
- Švédsko (1)